# Galumna fijiensis
Galumna fijiensis är en kvalsterart som beskrevs av Hammer 1973. Galumna fijiensis ingår i släktet Galumna och familjen Galumnidae. Inga underarter finns listade i Catalogue of Life.